# 6 grudnia
6 grudnia jest 340. (w latach przestępnych 341.) dniem w kalendarzu gregoriańskim. Do końca roku pozostaje 25 dni.

## Święta
- Imieniny obchodzą: Abraham, Angelika, Bonifacy, Dionizja, Emilian, Heliodor, Leoncja, Mikołaj, Morzysława, Piotr, Polichroniusz, Nikola i Tercjusz.
- Finlandia – Święto Niepodległości
- Hiszpania – Święto Konstytucji
- Polska – mikołajki[1] (Dzień św. Mikołaja)
- Dzień Sił Zbrojnych Ukrainy
- Wspomnienia i święta w Kościele katolickim[2][3] obchodzą:
  - św. Majoryk (męczennik)
  - św. Maria Carmen Sallés y Barangueras (dziewica)
  - św. Mikołaj z Miry (biskup)

## Wydarzenia w Polsce

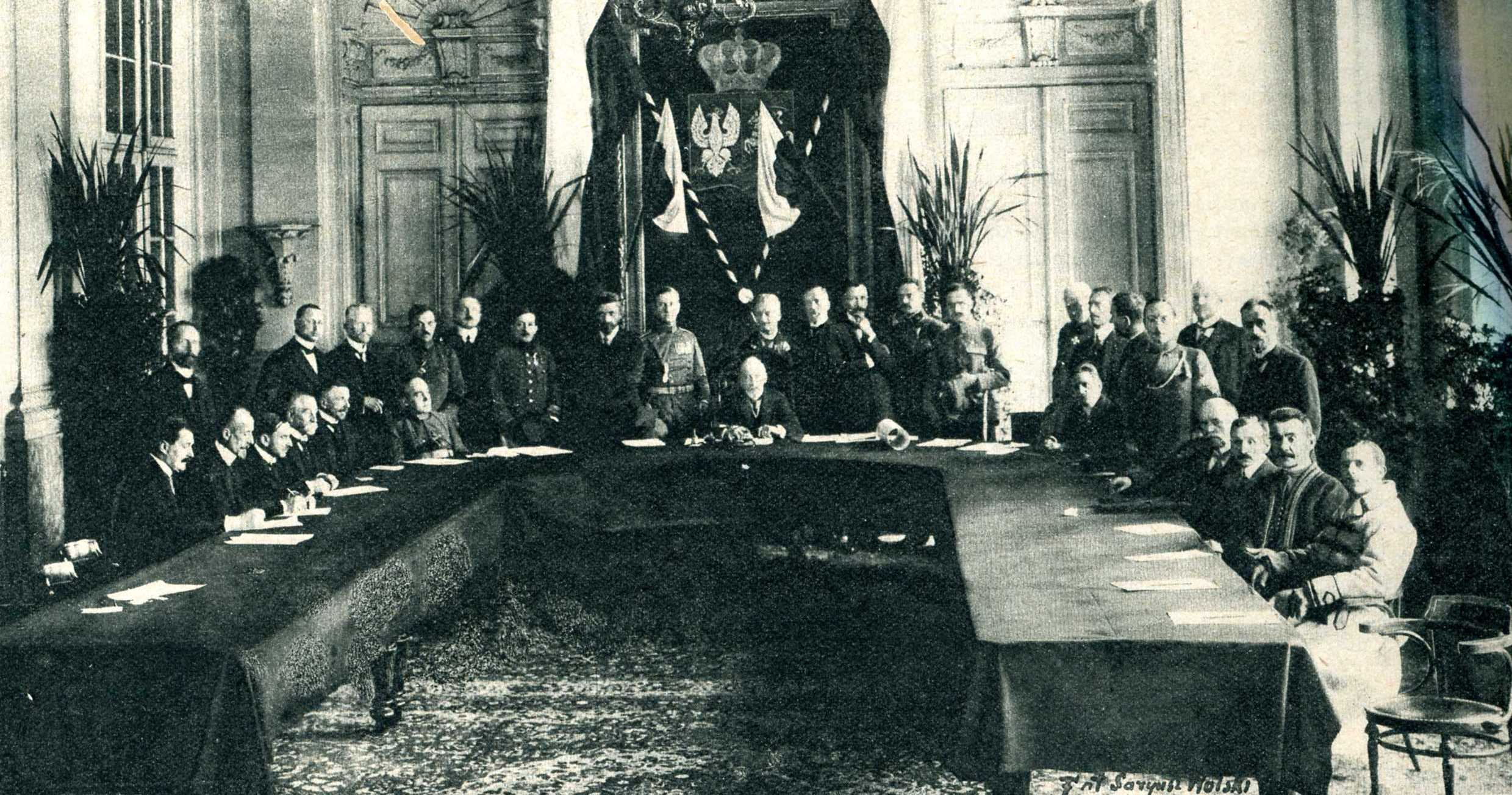
Tymczasowa Rada Stanu na inauguracyjnym posiedzeniu (1917)

- 1381 – Ścibor z Radzymina został nominowany na biskupa płockiego.
- 1728 – Rozpoczęto budowę gmachu głównego Uniwersytetu Wrocławskiego.
- 1764 – Wprowadzono zunifikowany system miar.
- 1791 – Król Stanisław August Poniatowski przyznał Telszom prawo magdeburskie i herb miejski.
- 1794 – Hugo Kołłątaj został aresztowany w Radymnie przez Austriaków.
- 1806 – IV koalicja antyfrancuska: wojska napoleońskie rozpoczęły oblężenie Wrocławia.
- 1820 – Założono Towarzystwo Lekarskie Warszawskie.
- 1830 – Powstanie listopadowe: dyktator Józef Chłopicki powołał tzw. Gwardię Ruchomą.
- 1901 – Otwarto Cmentarz Centralny w Szczecinie.
- 1910 – W Krakowie ukazało się pierwsze wydanie dziennika Ilustrowany Kurier Codzienny.
- 1914 – I wojna światowa:
  - Wojska austriackie odparły rosyjską ofensywę na Kraków.
  - Wojska niemieckie zajęły Łódź.
- 1916 – Państwa centralne powołały Tymczasową Radę Stanu.
- 1920 – W Wolnym Mieście Gdańsku Zgromadzenie Konstytucyjne ogłosiło się Volkstagiem I kadencji.
- 1925 – Zostało nawiązane pierwsze potwierdzone kartą QSL połączenie radiowe polskiego krótkofalowca (Tadeusza Heftmana) ze stacją zagraniczną.
- 1931 – Oddano do użytku gmach Banku Gospodarstwa Krajowego w Warszawie.
- 1941 – W Lubomlu na Wołyniu Niemcy utworzyli getto żydowskie.
- 1942 – w Starym Ciepielowie i Rekówce koło Radomia niemieccy żandarmi zamordowali 33 osoby, w tym 5 polskich rodzin podejrzewanych o ukrywanie Żydów.
- 1945 – Rozpoczął się I zjazd PPR.
- 1952 – Otwarto lodowisko sportowe z widownią w Nowym Targu.
- 1958 – Podpisano umowę licencyjną z Czechosłowacją na produkcję w kraju autobusu Škoda 706 RTO z nadwoziem Karosa (Jelcza „Ogórka”).
- 1960 – Odbył się spis powszechny.
- 1970 – Rozpoczęła się wizyta kanclerza RFN Willy’ego Brandta.
- 1971 – Rozpoczął się VI zjazd PZPR.
- 1976 – Premiera filmu Blizna w reżyserii Krzysztofa Kieślowskiego.
- 1986 – Została powołana Rada Konsultacyjna przy Przewodniczącym Rady Państwa.
- 1988 – Odbył się spis powszechny.
- 1989 – Nuncjusz apostolski abp Józef Kowalczyk złożył listy uwierzytelniające na ręce prezydenta Wojciecha Jaruzelskiego.
- 1990 – Została zarejestrowana Unia Polityki Realnej.
- 1991 – Jan Olszewski został premierem RP.
- 1996:
  - Wystartował kanał telewizyjny RTL 7.
  - Założono Związek Miast Nadwiślańskich.
- 1997 – Leszek Miller został przewodniczącym Socjaldemokracji Rzeczypospolitej Polskiej.
- 2006 – Stanisław Wielgus został mianowany arcybiskupem metropolitą warszawskim.
- 2008 – Wystartowała stacja radiowa Chillizet.
- 2010:
  - Rozpoczęła się dwudniowa oficjalna wizyta prezydenta Rosji Dmitrija Miedwiediewa
  - Wystartował kanał tematyczny TVP Seriale.
- 2012 – Janusz Piechociński został wicepremierem i ministrem gospodarki.

## Wydarzenia na świecie
- 1060 – Bela I został koronowany w katedrze Panny Marii w Székesfehérvárze na króla Węgier.
- 1185 – Sancho I Kolonizator został królem Portugalii.
- 1197 – Książę Czech Władysław III Henryk abdykował na rzecz starszego brata Przemysła Ottokara I.
- 1240 – Podbój Rusi przez Mongołów: wojska mongolskie pod wodzą Batu-chana zdobyły i zburzyły Kijów, mordując lub uprowadzając w niewolę jego mieszkańców.
- 1305 – Otton III Bawarski został koronowany (jako Bela V) w katedrze w Székesfehérvár na króla Węgier i Chorwacji.
- 1461 – Papież Eugeniusz IV ustanowił diecezję lublańską.
- 1491 – Król Francji Karol VIII Walezjusz ożenił się z Anną Bretońską.
- 1517 – W Neapolu odbył się ślub „per procura” króla Zygmunta Starego z jego drugą żoną Boną Sforzą.
- 1534 – Konkwistador Sebastián de Belalcázar założył Quito.
- 1656 – Potop szwedzki: przedstawiciele króla Karola X Gustawa i księcia Jerzego II Rakoczego podpisali traktat w Radnot (obecnie Iernut w Rumunii), dotyczący zawarcia sojuszu szwedzko-siedmiogrodzkiego i przewidujący rozbiór Rzeczypospolitej.
- 1741 – W wyniku przewrotu pałacowego skierowanego przeciwko panoszącym się na dworze carskim wielkorządcom niemieckim, sprawującym regencję nad nieletnim Iwanem VI Romanowem, władzę w Rosji objęła Elżbieta Romanowa.
- 1768 – Ukazała się Encyklopedia Britannica.
- 1848 – Jean-Jacques Willmar został premierem Luksemburga.
- 1863 – Zwycięstwem wojsk ekwadorskich zakończyła się wojna ekwadorsko-kolumbijska.
- 1865 – Francja i Monako zawarły unię celną.
- 1868 – Wojna koalicji z Paragwajem: zwycięstwo wojsk brazylijskich nad paragwajskimi w bitwie pod Itororó.
- 1877 – Ukazało się pierwsze wydanie dziennika „The Washington Post”.
- 1880 – W Paryżu odbyła się prapremiera komedii Rozwiedźmy się Victoriena Sardou.
- 1884 – W Waszyngtonie ukończono budowę Pomnika Waszyngtona.
- 1892 – Alexandre Ribot został premierem Francji.
- 1893 – Francuski neurolog Georges Gilles de la Tourette został postrzelony przez swoją pacjentkę.
- 1902 – Teodoros Dilijanis został po raz czwarty premierem Grecji.
- 1904 – Prezydent USA Theodore Roosevelt zapowiedział w dorocznym orędziu stosowanie tzw. „doktryny grubej pałki” w polityce zagranicznej.
- 1906 – Otwarto Dworzec Główny w Hamburgu.
- 1907 – 362 górników zginęło w wyniku eksplozji w kopalni węgla kamiennego w Monongah w Wirginii Zachodniej.
- 1908 – François C. Antoine Simon został prezydentem Haiti.
- 1912 – Niemiecki egiptolog Ludwig Borchardt odkrył w Tell el-Amarna popiersie królowej Nefertiti.
- 1916:
  - I wojna światowa: wojska niemieckie i austriackie zajęły Bukareszt.
  - David Lloyd George został premierem Wielkiej Brytanii.
- 1917:
  - I wojna światowa: zakończyła się bitwa pod Cambrai, w czasie której po raz pierwszy na szeroką skalę użyto broni pancernej.
  - Finlandia ogłosiła niepodległość (od Rosji). Powstało Królestwo Finlandii.
  - W porcie w kanadyjskim Halifax doszło do eksplozji 2400 ton materiałów wybuchowych transportowanych na francuskim statku „Mont-Blanc”. Zginęły 1963 osoby, 9 tys. zostało rannych, a prawie 400 straciło wzrok.
- 1918 – Biskup Zygmunt Łoziński wraz z księdzem Fabianem Abrantowiczem odprawili w Mińsku pierwsze nabożeństwo w języku białoruskim.
- 1919 – Wojna ukraińsko-bolszewicka: rozpoczęła się kampania zimowa (tzw. I pochód zimowy) oddziałów Armii Ukraińskiej Republiki Ludowej pod dowództwem gen. Mychajła Omelianowycza-Pawlenki, prowadzona na tyłach oddziałów Armii Czerwonej i Sił Zbrojnych Południa Rosji (zwanych „Armią Ochotniczą”).
- 1921 – Podpisano traktat brytyjsko-irlandzki przyznający niepodległość Irlandii.
- 1922 – Wszedł w życie traktat brytyjsko-irlandzki. Powstało Wolne Państwo Irlandzkie.
- 1926 – Założono szwedzki klub piłkarski Trelleborgs FF.
- 1928:
  - John Chancellor objął stanowisko wysokiego komisarza Palestyny.
  - W mieście Ciénaga w Kolumbii wojsko dokonało tzw. „bananowej masakry” nieustalonej do dziś liczby (od 47 do 2 tys.) strajkujących pracowników przedsiębiorstwa United Fruit Company.
- 1931 – Marģers Skujenieks został po raz drugi premierem Łotwy.
- 1935 – Michael Savage został premierem Nowej Zelandii.
- 1939 – Wojna zimowa: rozpoczęła się bitwa pod Taipale.
- 1940:
  - Premiera amerykańskiej komedii filmowej Bracia Marx na Dzikim Zachodzie w reżyserii Edwarda Buzzella.
  - Wojna grecko-włoska: wojska greckie zajęły Sarandę w Albanii.
- 1941:
  - Kampania śródziemnomorska: brytyjski okręt podwodny HMS „Perseus” zatonął na Morzu Jońskim po wejściu na minę, w wyniku czego zginęło 60 spośród 61 członków załogi.
  - W Wielkiej Brytanii utworzono polskie Centrum Wyszkolenia Piechoty.
- 1942 – Premiera amerykańskiego horroru Ludzie-koty w reżyserii Jacques’a Toureneura.
- 1943 – Włoski rząd rozwiązał Milicję Faszystowską.
- 1944:
  - Bitwa o Atlantyk: niemiecki okręt podwodny U-297 został zatopiony u wybrzeży Orkadów przez brytyjską łódź latającą Short Sunderland, w wyniku czego zginęła cała, 50-osobowa załoga.
  - Dokonano oblotu niemieckiego myśliwca odrzutowego Heinkel He 162.
- 1947 – Utworzono Park Narodowy Everglades na Florydzie.
- 1949 – Ólafur Thors został po raz trzeci premierem Islandii.
- 1950 – Gen. Paul Eugène Magloire został prezydentem Haiti.
- 1952 – Poseł Izraela w Czechosłowacji i Polsce Ariel Leon Kubowy został uznany za persona non grata przez rząd czechosłowacki, a dwa dni później przez rząd polski.
- 1955 – 4 mocarstwa ostatecznie uznały wieczystą neutralność Austrii.
- 1956 – Podczas XVI Letnich Igrzyskach Olimpijskich w Melbourne reprezentacja Węgier wygrała z ZSRR 4:0, w przerwanym z powodu krwawej bójki między zawodnikami meczu półfinałowym turnieju piłki wodnej. Spotkanie rozegrano 4 tygodnie po stłumieniu przez wojska radzieckie powstania węgierskiego.
- 1957:
  - Brigitte Bardot rozwiodła się z reżyserem Rogerem Vadimem.
  - Sanitariuszka okresu II wojny światowej Zinaida Tusnołobowa-Marczenko, która w czasie walk na froncie woroneskim straciła obie ręce i nogi, została wyróżniona tytułem Bohatera Związku Radzieckiego.
- 1963 – Trzej francuscy dziennikarze z magazynu „Paris Match” wylądowali na nowo powstałej wyspie wulkanicznej Surtsey u wybrzeży Islandii i żartobliwie ogłosili francuskie zwierzchnictwo nad nią.
- 1964 – Antonio Segni, ze względu na zły stan zdrowia, ustąpił ze stanowiska prezydenta Włoch.
- 1967 – Adrian Kantrowitz przeprowadził w Nowym Jorku pierwszą w USA operację przeszczepienia serca.
- 1969 – Podczas darmowego koncertu grupy The Rolling Stones w Kalifornii wymachujący rewolwerem 18-letni widz został zasztyletowany przez ochroniarza z gangu motocyklowego Hells Angels.
- 1971 – Indie uznały niepodległość Bangladeszu.
- 1973 – Gerald Ford został zaprzysiężony na stanowisko wiceprezydenta USA po rezygnacji Spiro T. Agnewa.
- 1975 – Libańska wojna domowa: w Bejrucie, w odwecie za zamordowanie czterech chrześcijańskich falangistów, doszło do masakry ponad 200 muzułmanów i druzów (tzw. „czarna sobota”).
- 1977 – RPA przyznała formalną niepodległość bantustanowi Bophuthatswana.
- 1978 – Hiszpanie przyjęli w referendum nową konstytucję.
- 1982 – Terroryści z Irlandzkiej Narodowej Armii Wyzwoleńczej (INLA) dokonali zamachu bombowego na pub w Ballykelly w Irlandii Północnej, zabijając 11 brytyjskich żołnierzy i 7 cywilów.
- 1983 – Palestyńscy terroryści zdetonowali bombę podłożoną w autobusie w Jerozolimie. Zginęło 6 Izraelczyków, a 43 osoby zostały ranne.
- 1986 – Został założony rosyjski zespół muzyczny Łaskowyj Maj z wokalistą Jurijem Szatunowem.
- 1989:
  - 62 osoby zginęły, a kilkaset zostało rannych w samobójczym zamachu bombowym przy użyciu ciężarówki na departament bezpieczeństwa administracyjnego w stolicy Kolumbii, Bogocie.
  - W budynku École polytechnique w Montrealu 25-letni Marc Lépine zastrzelił 14 kobiet, zranił 14 kolejnych osób, a następnie popełnił samobójstwo.
- 1990 – Gen. Hossain Mohammad Ershad został zmuszony do ustąpienia ze stanowiska prezydenta Bangladeszu. Tymczasowym prezydentem został Shahabuddin Ahmed.
- 1991:
  - Dokonano oblotu niemieckiego samolotu pasażerskiego krótkiego zasięgu Dornier Do 328.
  - Wojna w Chorwacji: ciężkie serbskie bombardowania Dubrownika i Osijeka (tzw. „czarny piątek”).
  - Powstały Siły Zbrojne Ukrainy.
- 1992:
  - Szwajcarzy odrzucili w referendum możliwość przyłączenia do Europejskiego Obszaru Gospodarczego.
  - W Ayodhya (północne Indie) hinduiści zburzyli meczet Babri Masdżid.
- 1997 – Rosyjski samolot wojskowy An-124 Rusłan rozbił się na terenie osiedla mieszkaniowego w Irkucku na Syberii, w wyniku czego zginęły 23 osoby na pokładzie i 44 na ziemi.
- 1998 – Hugo Chávez wygrał wybory prezydenckie w Wenezueli.
- 2001:
  - Eduard Kokojty zwyciężył w II turze wyborów prezydenckich w Osetii Południowej.
  - Kanadyjska prowincja Nowa Fundlandia oficjalnie zmieniła nazwę na Nowa Fundlandia i Labrador.
- 2003 – Irlandka Rosanna Davison (córka piosenkarza Chrisa de Burgha) zdobyła w chińskim kurorcie Sanya tytuł Miss World.
- 2004 – Peruwianka María Julia Mantilla García zdobyła w Sanyi tytuł Miss World.
- 2005:
  - Około 20 osób zginęło (według niezależnych źródeł[jakich?]) gdy chińska policja otworzyła ogień do protestujących mieszkańców wioski Dongzhou w graniczącej z Hongkongiem prowincji Guangdong. Było to pierwsze użycie broni ostrej przeciwko cywilom od czasu protestów na Placu Tian’anmen w 1989 roku.
  - Ponad 120 osób zginęło w Teheranie w wyniku uderzenia samolotu wojskowego C-130 Hercules w budynek mieszkalny.
- 2007 – Wybuchł pożar buszu na australijskiej Wyspie Kangura.
- 2008 – W Grecji wybuchły zamieszki wywołane zastrzeleniem przez policjanta 15-letniego Aleksandrosa Grigoropulosa w ateńskiej dzielnicy Eksarchia.
- 2009:
  - Przeprowadzono denominację wona północnokoreańskiego.
  - Urzędujący prezydent Boliwii Evo Morales został wybrany na II kadencję.
  - Urzędujący prezydent Rumunii Traian Băsescu został wybrany na II kadencję.
- 2010 – 43 osoby zginęły, a około 70 zostało rannych w samobójczym zamachu w mieście Ghalanai w północno-zachodnim Pakistanie.
- 2011:
  - 54 osoby zginęły, a 150 zostało rannych w zamachu bombowym w pobliżu szyickiej świątyni w stolicy Afganistanu Kabulu.
  - Elio Di Rupo został premierem Belgii.
- 2015 – Zjednoczona Partia Socjalistyczna Wenezueli poniosła porażkę w wyborach parlamentarnych z koalicją partii opozycyjnych.
- 2016 – Bernard Cazeneuve został premierem Francji.
- 2017 – Prezydent Donald Trump oficjalnie uznał Jerozolimę za stolicę Izraela i wydał Departamentowi Stanu polecenie rozpoczęcia procedury przenoszenia amerykańskiej ambasady do tego miasta, na mocy uchwalonej w 1995 roku ustawy o ambasadzie w Jerozolimie[4][5][6].
- 2019 – 8 osób zginęło, a 40 odniosło obrażenia w wyniku wybuchu gazu w wielopiętrowym bloku mieszkalnym w Preszowie na Słowacji.
- 2021 – Karl Nehammer został kanclerzem Austrii.
- 2022 – Producent poinformował oficjalnie o opuszczeniu hali montażowej zakładów w Everett w stanie Waszyngton ostatniego Boeinga 747.

## Zdarzenia astronomiczne ieksploracja kosmosu
- 1882 – Przejście Wenus na tle tarczy Słońca.
- 1958 – Wystrzelono amerykańską sondę Pioneer 3. Z powodu awarii rakiety nośnej spłonęła w atmosferze.
- 1965 – Radziecka sonda Łuna 8 rozbiła się na Księżycu.
- 1957 – Pierwsza, nieudana próba wyniesienia na orbitę amerykańskiego satelity Vanguard – rakieta Vanguard wybuchła podczas startu.

## Urodzili się
- 1285 – Ferdynand IV Pozwany, król Kastylii i Leónu (zm. 1312)
- 1421 – Henryk VI Lancaster, król Anglii (zm. 1471)
- 1478 – Baldassare Castiglione, włoski pisarz, dyplomata (zm. 1529)
- 1520 – (lub 1523) Barbara Radziwiłłówna, królowa Polski, wielka księżna litewska (zm. 1551)
- 1530 – Nikolaus Selnecker, niemiecki teolog luterański, autor pieśni religijnych (zm. 1592)
- 1538 – Francesco Gonzaga, włoski duchowny katolicki, arcybiskup Cosenzy, biskup Mantui, kardynał (zm. 1566)
- 1545 – Janus Dousa, holenderski poeta nowołaciński, tłumacz, historiograf (zm. 1604)
- 1550 – Orazio Vecchi, włoski kompozytor (zm. 1605)
- 1586 – Niccolò Zucchi, włoski jezuita, astronom, fizyk (zm. 1670)
- 1596 – Adam Thebes, niemiecki pastor, poeta, autor pieśni religijnych (zm. 1652)
- 1603 – Simon Paulli, duński lekarz, botanik pochodzenia niemieckiego (zm. 1680)
- 1608 – George Monck, angielski arystokrata, polityk (zm. 1670)
- 1631 – Antonio Zanchi, włoski malarz (zm. 1722)
- 1640 – Claude Fleury, francuski duchowny katolicki, historyk (zm. 1723)
- 1642 – Johann Christoph Bach I, niemiecki muzyk, kompozytor (zm. 1703)
- 1667 – Jean-François-Nicolas de Bette, brabancki arystokrata, wojskowy w służbie hiszpańskiej (zm. 1725)
- 1677 – Aleksander Benedykt Sobieski, królewicz polski (zm. 1714)
- 1685 – Maria Adelajda Sabaudzka, księżniczka sardyńska, księżna burgundzka, delfina Francji (zm. 1712)
- 1692 – Jerzy Mikołaj Hylzen, polski duchowny katolicki, biskup smoleński, autor, tłumacz, wydawca pism religijnych (zm. 1775)
- 1693 – Katarzyna Barbara Radziwiłł, polska szlachcianka (zm. 1730)
- 1709 – Dymitr (Sieczenow), rosyjski biskup prawosławny (zm. 1767)
- 1715 – Leopold Nikolaus von Ende, saski polityk (zm. 1792)
- 1721 – Guillaume-Chrétien de Lamoignon de Malesherbes, francuski polityk (zm. 1794)
- 1730 – Sophie von La Roche, niemiecka pisarka (zm. 1807)
- 1732 – Warren Hastings, brytyjski polityk, administrator kolonialny (zm. 1818)
- 1734 – Klaudiusz Antoni Rudolf de Laporte, francuski jezuita, męczennik, błogosławiony (zm. 1792)
- 1741:
  - Tadeusz Thullie, polski szlachcic, polityk pochodzenia francuskiego (zm. 1843)
  - József Úrményi, węgierski arystokrata, polityk (zm. 1825)
- 1742 – Nicolas Leblanc, francuski lekarz, chemik (zm. 1806)
- 1750 – Pierre-Henri de Valenciennes, francuski malarz, teoretyk sztuki, pedagog (zm. 1819)
- 1752:
  - Gabriel Duvall, amerykański polityk, prawnik, sędzia Sądu Najwyższego (zm. 1844)
  - Andrzej Hubert Fournet, francuski duchowny katolicki, święty (zm. 1834)
- 1766 – Stanisław Wojczyński, polski generał (zm. 1837)
- 1769:
  - Heinrich Dohrn, niemiecki kupiec (zm. 1852)
  - Mikołaj Adam Dzieduszycki, polski publicysta, tłumacz (zm. 1795)
- 1778 – Joseph Gay-Lussac, francuski fizyk, chemik (zm. 1850)
- 1783 – Monrose, francuski aktor (zm. 1843)
- 1785 – Seweryn Fredro, polski ziemianin, oficer (zm. 1845)
- 1792:
  - Maria Beatrycze Sabaudzka, księżna Modeny, Regio i Mirandoli, jakobicka pretendentka do tronu Anglii i Szkocji (zm. 1840)
  - Wilhelm II, król Holandii i wielki książę Luksemburga (zm. 1849)
- 1793 – Mikołaj Dobrzycki, polski działacz niepodległościowy, oficer, uczestnik powstania listopadowego (zm. 1848)
- 1794 – Luigi Lablache, włoski śpiewak operowy (bas) pochodzenia francuskiego (zm. 1858)
- 1797 – Naum Veqilharxhi, albański adwokat, pisarz, działacz narodowy (zm. 1846)
- 1802:
  - Adam Ferdynand Adamowicz, polski lekarz, weterynarz, historyk nauki (zm. 1881)
  - Paul-Émile Botta, francuski archeolog pochodzenia włoskiego (zm. 1870)
- 1803 – Susanna Moodie, kanadyjska pisarka, poetka pochodzenia brytyjskiego (zm. 1885)
- 1804 – Wilhelmine Schröder-Devrient, niemiecka śpiewaczka operowa (sopran) (zm. 1860)
- 1805 – Walery Wielogłowski, polski ziemianin, wydawca, polityk (zm. 1865)
- 1806 – Gilbert Duprez, francuski śpiewak operowy (tenor) (zm. 1896)
- 1810:
  - Victor-Auguste-Isidore Dechamps, belgijski duchowny katolicki, arcybiskup Mechelen, kardynał (zm. 1883)
  - Spirydion Litwinowicz, ukraiński duchowny greckokatolicki, arcybiskup lwowski i metropolita halicki (zm. 1869)
  - Robert Napier, brytyjski marszałek polny (zm. 1890)
  - Kacper Wysocki, polski kompozytor, pianista (zm. 1850)
- 1812 – Teofil Stanisław Nowosielski, polski pisarz, lingwista, tłumacz, mecenas sztuki (zm. 1888)
- 1816 – John Brown, brytyjski wynalazca (zm. 1896)
- 1820 – Aleksandra Badeńska, Saksonii-Coburg-Gotha (zm. 1904)
- 1821 – Dora Greenwell, brytyjska poetka (zm. 1882)
- 1823 – Max Müller, niemiecki orientalista, sanskrytolog, tłumacz, wykładowca akademicki (zm. 1900)
- 1824 – Emmanuel Frémiet, francuski rzeźbiarz (zm. 1910)
- 1825 – August Steffen, niemiecki pediatra, patolog (zm. 1910)
- 1826 – Jan Józef Tarnowski, polski hrabia, ziemianin, polityk (zm. 1898)
- 1834 – Tomasz Burzyński, polski adwokat, uczestnik powstania styczniowego, zesłaniec (zm. 1904)
- 1839 – Manuel Ossorio y Bernard, hiszpański dziennikarz, pisarz (zm. 1904)
- 1841 – Frédéric Bazille, francuski malarz (zm. 1870)
- 1845 – Petra od św. Józefa, hiszpańska błogosławiona (zm. 1906)
- 1846 – Henryk Jarecki, polski kompozytor, dyrygent, pedagog (zm. 1918)
- 1848 – Johann Palisa, austriacki astronom (zm. 1925)
- 1849:
  - August von Mackensen, niemiecki feldmarszałek (zm. 1945)
  - Charles S. Thomas, amerykański polityk, senator (zm. 1934)
- 1857 – Karol Appel, polski językoznawca, wykładowca akademicki (zm. 1930)
- 1859:
  - Władysław Frankowski, polski generał dywizji (zm. 1922)
  - Einar Hjörleifsson Kvaran, islandzki prozaik, nowelista, poeta, dramaturg, publicysta (zm. 1938)
- 1864:
  - William S. Hart, amerykański aktor, reżyser i producent filmowy (zm. 1946)
  - Nikodem, rumuński duchowny prawosławny, patriarcha Rumunii (zm. 1948)
  - Sawa Sawow, bułgarski generał piechoty, polityk (zm. 1945)
- 1865 – Božo Peričić, chorwacki lekarz, lingwista, tłumacz (zm. 1947)
- 1867:
  - Otto Busse, niemiecki patolog, wykładowca akademicki (zm. 1922)
  - Jan Skrzydlewski, polski kompozytor, pianista, pedagog i krytyk muzyczny (zm. 1943)
- 1868 – Lisandro de la Torre, argentyński polityk, publicysta, prawnik (zm. 1939)
- 1870 – Nicholas J. Sinnott, amerykański prawnik, polityk (zm. 1929)
- 1871:
  - Adam Hefter, austriacki duchowny katolicki, biskup Gurk (zm. 1970)
  - Mikołaj Kwaśniewski, polski pułkownik lekarz, polityk, wicemarszałek Senatu RP, wojewoda tarnopolski, krakowski i poznański (zm. prawd. 1941)
- 1874 – Henriette Caillaux, francuska bohaterka skandalu obyczajowego, żona premiera Josepha Caillaux (zm. 1943)
- 1875 – Jarogniew Drwęski, polski działacz narodowy, polityk, prezydent Poznania (zm. 1921)
- 1876 – Alvin Kraenzlein, amerykański lekkoatleta, sprinter, płotkarz i skoczek w dal (zm. 1928)
- 1880 – Mieczysław Dowmunt, polski aktor, reżyser teatralny (zm. 1949)
- 1881:
  - Mikołaj Rudnicki, polski językoznawca, wykładowca akademicki (zm. 1978)
  - Boris Sztejfon, rosyjski generał, profesor nauk wojskowych pochodzenia żydowskiego (zm. 1945)
- 1882:
  - Antonio Bonilla, hiszpański strzelec sportowy (zm. 1937)
  - Nikołaj Janson, estoński rewolucjonista, radziecki polityk i działacz partyjny (zm. 1938)
- 1883 – Mikołaj Minkusz, polski podpułkownik kawalerii (zm. 1938)
- 1884 – Adolf Saraniecki, polski prawnik, sędzia, prokurator, dyplomata, tłumacz, polityk, poseł na Sejm RP (zm. 1944)
- 1885 – Franciszek Walter, polski wenerolog, dermatolog, wykładowca akademicki (zm. 1950)
- 1886:
  - Guido Brignone, włoski reżyser filmowy (zm. 1959)
  - Maria Rożanowiczowa, polska działaczka społeczna i plebiscytowa (zm. 1981)
  - Wiktor Sawinkow, rosyjski dziennikarz, malarz, działacz emigracyjny (zm. 1954)
- 1887:
  - Marianna Bułat, polska Sprawiedliwa wśród Narodów Świata (zm. 1961)
  - Martin Ekström, szwedzki podpułkownik, działacz faszystowski (zm. 1954)
  - Lynn Fontanne, brytyjska aktorka (zm. 1983)
  - Roman Konkiewicz, polski lekarz, działacz społeczno-polityczny (zm. 1939)
  - Heinrich von Vietinghoff, niemiecki generał pułkownik (zm. 1952)
  - Zdzisław Zahaczewski, polski podpułkownik inżynier saperów (zm. 1974)
- 1888:
  - Libbie Henrietta Hyman, amerykańska zoolog (zm. 1969)
  - Sven Landberg, szwedzki gimnastyk (zm. 1962)
  - Wiktor Mirny, polski rotmistrz (zm. 1940)
  - Árpád Szakasits, węgierski polityk, esperantysta (zm. 1965)
- 1889:
  - Celia Adler, amerykańska aktorka pochodzenia żydowskiego (zm. 1979)
  - Henri Hens, belgijski kolarz torowy (zm. 1963)
  - Ludwika Nitschowa, polska rzeźbiarka (zm. 1989)
  - Czesław Zbierański, polski inżynier, konstruktor lotniczy, porucznik piechoty (zm. 1982)
- 1890:
  - Hans Bethge, niemiecki pilot wojskowy, as myśliwski (zm. 1918)
  - Petter Larsen, norweski żeglarz sportowy (zm. 1946)
  - Yoshio Nishina, japoński fizyk (zm. 1951)
  - Rudolf Schlichter, niemiecki malarz (zm. 1955)
  - Heinrich Zimmer, niemiecki indolog, wykładowca akademicki (zm. 1943)
- 1891:
  - Masatomi Kimura, japoński kontradmirał (zm. 1960)
  - William Peacock, brytyjski piłkarz wodny (zm. 1938)
  - Gotthard Sachsenberg, niemiecki pilot wojskowy, as myśliwski (zm. 1961)
- 1892:
  - Roman Daszkewycz, ukraiński generał-chorąży, działacz społeczny, polityk (zm. 1975)
  - Osbert Sitwell, brytyjski prozaik, poeta (zm. 1969)
- 1893:
  - Niels Blach, duński hokeista na trawie (zm. 1979)
  - Adam Heydel, polski ekonomista pochodzenia niemieckiego (zm. 1941)
  - Jerzy Pepłowski, polski major artylerii (zm. 1930)
- 1894:
  - Mikuláš Mlynárčik, słowacki działacz turystyczny, taternik, instruktor narciarstwa (zm. 1977)
  - Søren Petersen, duński bokser (zm. 1945)
  - Tadeusz Romer, polski dyplomata, polityk, minister spraw zagranicznych na uchodźstwie (zm. 1978)
- 1895:
  - Adam Dulęba, polski legionista, żołnierz AK, fotograf (zm. 1944)
  - Bayard Taylor Horton, amerykański lekarz (zm. 1980)
- 1896:
  - Cliff Bergere, amerykański kierowca wyścigowy (zm. 1980)
  - Antoni Dmochowski, polski biochemik (zm. 1983)
  - Ira Gershwin, amerykański librecista, autor tekstów piosenek pochodzenia żydowskiego (zm. 1983)
  - Heinrich von Lüttwitz, niemiecki generał (zm. 1969)
  - Marcel Pauker, rumuński działacz komunistyczny pochodzenia żydowskiego (zm. 1938)
  - Bernard Rubin, brytyjsko-australijski pilot, kierowca wyścigowy (zm. 1936)
- 1897:
  - Zbigniew Kuthan, polski poeta, prozaik, tłumacz (zm. 1996)
  - Kost Pankiwski, ukraiński adwokat, polityk, premier URL na emigracji (zm. 1974)
  - Milton Young, amerykański polityk, senator (zm. 1983)
- 1898:
  - Alfred Eisenstaedt, niemiecko-amerykański fotograf (zm. 1995)
  - Aleksander Lipa, polski pedagog, autor podręczników szkolnych (zm. 1982)
  - Gunnar Myrdal, szwedzki ekonomista, socjolog, polityk, laureat Nagrody Banku Szwecji im. Alfreda Nobla w dziedzinie ekonomii (zm. 1987)
- 1899:
  - Nikołaj Batałow, rosyjski aktor (zm. 1937)
  - Naum Eitingon, radziecki generał major, funkcjonariusz służb specjalnych pochodzenia żydowskiego (zm. 1981)
  - Janina Hosiasson-Lindenbaum, polska filozof, logik (zm. 1942)
  - Ołeksandr Ohłobłyn, ukraiński historyk, archiwista, polityk (zm. 1992)
- 1900:
  - Agnes Moorehead, amerykańska aktorka (zm. 1974)
  - George Uhlenbeck, amerykański fizyk (zm. 1988)
- 1901:
  - Nikołaj Biriukow, radziecki generał-lejtnant (zm. 1980)
  - Aleksandra Królikowska-Skotnicka, polska aktorka (zm. 1994)
  - Marian Wojciechowski, polski działacz komunistyczny i ludowy (zm. 1963)
- 1902:
  - Paweł Dubiel, polski działacz narodowy, polityk, prezydent Zabrza (zm. 1980)
  - Saverio Ragno, włoski szermierz (zm. 1969)
  - Juliusz Weber, polski skrzypek, pedagog (zm. 1980)
- 1903:
  - Marian Cieniewski, polski zapaśnik (zm. 1944)
  - Kristian Hovde, norweski biegacz narciarski (zm. 1969)
  - Maryla Karwowska, polska śpiewaczka operowa (sopran) (zm. 1967)
  - Mykoła Kołessa, ukraiński kompozytor, dyrygent, pedagog (zm. 2006)
  - Hein Müller, niemiecki bokser (zm. 1945)
  - Aleksandr Sokolski, radziecki generał pułkownik artylerii (zm. 1979)
  - Symplicjusz Zwierzewski, polski piłkarz (zm. 1986)
- 1904:
  - Ève Curie, francuska pisarka, dziennikarka, pianistka, polityk (zm. 2007)
  - Elissa Landi, amerykańska aktorka pochodzenia włoskiego (zm. 1948)
  - Aleksandr Wwiedienski, rosyjski poeta (zm. 1941)
- 1905:
  - Clifford Walter Dupont, brytyjski wojskowy, polityk, pierwszy prezydent Rodezji (zm. 1978)
  - Maria Kokoszyńska-Lutmanowa, polska filozof, logik (zm. 1981)
  - Boris Wołczek, rosyjski operator, reżyser, scenarzysta, pedagog (zm. 1974)
- 1906:
  - Jerzy Lawina-Świętochowski, polski kompozytor, aranżer, autor tekstów piosenek, librecista, piosenkarz (zm. 1946)
  - Jakow Malik, radziecki polityk, dyplomata (zm. 1980)
  - Marian Spychalski, polski dowódca wojskowy, marszałek Polski, polityk, poseł na Sejm PRL, minister obrony narodowej, przewodniczący Rady Państwa (zm. 1980)
- 1907:
  - Giovanni Ferrari, włoski piłkarz (zm. 1982)
  - Władimir Nowikow, radziecki polityk (zm. 2000)
- 1908:
  - Pierre Graber, szwajcarski polityk, wiceprezydent i prezydent Szwajcarii (zm. 2003)
  - Szelomo-Ja’akow Gross, izraelski polityk (zm. 2003)
  - Rina Morelli, włoska aktorka (zm. 1976)
  - Szczepan Rybak, polski leśnik, żołnierz AK (zm. 1945)
  - Leo Samet, polski generał brygady, lekarz, działacz komunistyczny pochodzenia żydowskiego (zm. 1973)
  - Miklós Szabó, węgierski lekkoatleta, średniodystansowiec (zm. 2000)
- 1910:
  - Mikołaj (Juryk), ukraiński biskup prawosławny (zm. 1984)
  - Mikołaj Olszewski, polski polityk, kierownik resortu przemysłu drobnego i rzemiosła (zm. 1988)
- 1911:
  - Olle Bærtling, szwedzki malarz, grafik, rzeźbiarz (zm. 1981)
  - Aleksander Gabszewicz, polski podpułkownik pilot, as myśliwski (zm. 1983)
  - Aleksander Holas, polski architekt i konserwator zabytków (zm. 1993)
  - Nikołaj Gierasimow, radziecki pilot wojskowy, as myśliwski (zm. 1960)
  - Ejler Jakobsson, amerykański redaktor science fiction pochodzenia fińskiego (zm. 1984)
- 1912:
  - Gerald Backhouse, australijski lekkoatleta, średniodystansowiec (zm. 1941)
  - Ryszard Kiersnowski, polski pisarz (zm. 1977)
- 1913:
  - Mykoła Amosow, ukraiński lekarz, biocybernetyk (zm. 2002)
  - Eleanor Holm, amerykańska pływaczka (zm. 2004)
  - John Mikaelsson, szwedzki lekkoatleta, chodziarz (zm. 1987)
  - Franciszek Stanisław Parecki, polski poeta, tłumacz, karykaturzysta (zm. 1941)
  - Siergiej Załygin, rosyjski pisarz, dziennikarz, działacz społeczny (zm. 2000)
- 1914:
  - Mamo Clark, amerykańska aktorka (zm. 1986)
  - Janina Stańkowska, polska architektka, malarka (zm. 2011)
  - Jerzy Wostal, polski piłkarz pochodzenia niemieckiego (zm. 1991)
- 1915 – Suvarte Soedarmadji, indonezyjski piłkarz (zm. 1979)
- 1916 – Kristján Eldjárn, islandzki archeolog, polityk, prezydent Islandii (zm. 1982)
- 1917:
  - Kamal Dżumblatt, libański filozof, pisarz, polityk (zm. 1977)
  - Tony Hibbert, brytyjski major, działacz kombatancki (zm. 2014)
  - Bernard Popp, amerykański duchowny katolicki, biskup pomocniczy San Antonio (zm. 2014)
- 1918 – Bohdan Zalewski, polski spiker radiowy, poeta, działacz społeczny (zm. 2001)
- 1919:
  - Jimmy Bivins, amerykański bokser (zm. 2012)
  - Aage Johansen, norweski łyżwiarz szybki (zm. 2012)
  - Gideon Klein, czeski pianista, kompozytor pochodzenia żydowskiego (zm. 1945)
  - Paul de Man, belgijski literaturoznawca, krytyk literacki, filozof, wykładowca akademicki (zm. 1983)
  - Leszek Rylski, polski piłkarz, działacz sportowy (zm. 2015)
- 1920:
  - Dave Brubeck, amerykański pianista i kompozytor jazzowy (zm. 2012)
  - Angelo Cuccuru, włoski żołnierz, Sługa Boży (zm. 1942)
  - Nikołaj Kirtok, rosyjski lotnik wojskowy, pułkownik (zm. 2022)
  - Arne Lellki, szwedzki dyplomata (zm. 1996)
  - George Porter, brytyjski chemik, laureat Nagrody Nobla (zm. 2002)
- 1921:
  - Marceli Callo, francuski męczennik, błogosławiony (zm. 1945)
  - Marian Kołodziej, polski artysta plastyk, scenograf (zm. 2009)
- 1922:
  - Andrzej Chodyniecki, polski ichtiolog (zm. 1989)
  - Brenda E. Ryman, brytyjska biochemik (zm. 1983)
  - Guy Thys, belgijski piłkarz, trener (zm. 2003)
- 1923:
  - Savka Dabčević-Kučar, chorwacka i jugosłowiańska polityk, ekonomistka, wykładowczyni akademicka (zm. 2009)
  - Zbigniew Erszkowski, polski rzeźbiarz (zm. 2009)
- 1924:
  - Susanna Foster, amerykańska aktorka (zm. 2009)
  - Tadeusz Konarski, polski działacz partyjny, przewodniczący MRN w Toruniu (zm. 2000)
  - Meinrad Miltenberger, niemiecki kajakarz (zm. 1993)
- 1925:
  - Yeso Amalfi, brazylijski piłkarz (zm. 2014)
  - Bob Cooper, amerykański muzyk jazzowy (zm. 1993)
- 1926:
  - Angus Maddison, brytyjski ekonomista (zm. 2010)
  - Andrzej Mandalian, polski poeta, scenarzysta filmowy, tłumacz (zm. 2011)
- 1927:
  - Sergio Corbucci, włoski reżyser i scenarzysta filmowy (zm. 1990)
  - James Fuchs, amerykański lekkoatleta, kulomiot (zm. 2010)
  - Gé Korsten, południowoafrykański śpiewak operowy (tenor), piosenkarz, aktor (zm. 1999)
  - Wiesław Lipko, polski lekarz, senator RP (zm. 2005)
  - Władimir Naumow, rosyjski reżyser i scenarzysta filmowy (zm. 2021)
  - Henryk Staszewski, polski aktor (zm. 2014)
  - Gerszon Szafat, izraelski menadżer, działacz społeczny, polityk (zm. 2020)
  - Patsy Takemoto Mink, amerykańska polityk (zm. 2002)
  - Bernard Toublanc-Michel, francuski reżyser filmowy (zm. 2023)
- 1928 – Carlos María Ariz Bolea, hiszpański duchowny katolicki posługujący w Panamie, wikariusz apostolski Darién, biskup Colón-Kuna Yala (zm. 2015)
- 1929:
  - Nikolaus Harnoncourt, austriacki wiolonczelista, dyrygent (zm. 2016)
  - Kazimierz Imieliński, polski seksuolog (zm. 2010)
  - Alain Tanner, szwajcarski reżyser, scenarzysta i producent filmowy (zm. 2022)
  - Zenon Ważny, polski lekkoatleta, tyczkarz (zm. 2017)
- 1930:
  - André Lerond, francuski piłkarz (zm. 2018)
  - Daniel Lisulo, zambijski polityk, premier Zambii (zm. 2000)
  - Wojciech Zabłocki, polski szermierz, architekt (zm. 2020)
- 1931:
  - Mario Agnes, włoski dziennikarz, publicysta (zm. 2018)
  - Masami Kubota, japoński gimnastyk
  - Zeki Müren, turecki aktor, piosenkarz, kompozytor (zm. 1996)
  - Olgierd Truszyński, polski rzeźbiarz (zm. 2020)
- 1932:
  - Nicholas Marcus Fernando, lankijski duchowny katolicki, arcybiskup Kolombo (zm. 2020)
  - Paul Reeves, nowozelandzki duchowny anglikański, arcybiskup Wellington, prymas Nowej Zelandii, dyplomata, polityk, gubernator generalny (zm. 2011)
  - Mirosława Zakrzewska-Kotula, polska siatkarka, koszykarka, piłkarka ręczna (zm. 1985)
- 1933:
  - Henryk Mikołaj Górecki, polski kompozytor (zm. 2010)
  - Evangelos Konstantinou, grecki i niemiecki historyk, bizantynolog, wykładowca akademicki (zm. 2015)
  - Wiktor Lipsnis, ukraiński lekkoatleta, kulomiot (zm. 1997)
  - Jan Mendel, polski inżynier mechanik, działacz komunistyczny, polityk, poseł na Sejm PRL
  - Soepomo Poedjosoedarmo, indonezyjski językoznawca, wykładowca akademicki
  - Stanisław Radwan, polski biolog, ekolog, zoolog, wykładowca akademicki (zm. 2007)
  - Jiří Tichý, czeski piłkarz (zm. 2016)
- 1934:
  - Zdzisław Jarmużek, polski psychiatra, polityk, senator RP (zm. 2012)
  - Stanisław Kędziora, polski duchowny katolicki, biskup pomocniczy warszawsko-praski (zm. 2017)
  - John McRaith, amerykański duchowny katolicki, biskup Owensboro (zm. 2017)
  - Jan Walter, polski duchowny luterański, senior diecezji warszawskiej (zm. 1995)
- 1935:
  - Marian Nowara, polski piłkarz
  - Kyllikki Saari, fińska ofiara morderstwa (zm. 1953)
  - Aleksander Skowroński, polski aktor (zm. 2020)
- 1936:
  - Peter Bürger, niemiecki krytyk literacki, teoretyk sztuki (zm. 2017)
  - Isacio Calleja, hiszpański piłkarz (zm. 2019)
  - Kenneth Copeland, amerykański pisarz, muzyk, mówca i teleewangelista neocharyzmatyczny
  - Bernadette Dupont, francuski polityk
  - Janusz Kulas, robotnik uczestnik Poznańskiego Czerwca
  - Marian Pilot, polski pisarz, dziennikarz, scenarzysta filmowy (zm. 2024)
  - Reinhold Senn, austriacki saneczkarz (zm. 2023)
- 1937:
  - Jiří Kodet, czeski aktor (zm. 2005)
  - Alberto Spencer, ekwadorsko-urugwajski piłkarz (zm. 2006)
- 1938:
  - Janusz Bolonek, polski duchowny katolicki, arcybiskup, nuncjusz apostolski (zm. 2016)
  - Nicky Cruz, przywódca gangu, później amerykański duchowny zielonoświątkowy
  - Edward Horoszkiewicz, polski ginekolog, polityk, poseł na Sejm PRL (zm. 2018)
  - Murphy Pakiam, malezyjski duchowny katolicki, arcybiskup Kuala Lumpur
- 1939:
  - Klaus Balkenhol, niemiecki jeździec sportowy
  - Adam Szyper, polski poeta, esperantysta, tłumacz pochodzenia żydowskiego (zm. 2015)
- 1940:
  - Jürgen Wähling, niemiecki piłkarz, trener
  - Barbara Wojciechowska, polska agronom, polityk, poseł na Sejm PRL (zm. 1983)
- 1941:
  - Maciej Geller, polski fizyk, działacz opozycji w okresie PRL (zm. 2014)
  - Jerzy Krzystolik, polski piłkarz, lekarz
  - Bruce Nauman, amerykański artysta konceptualny
  - Leon Russom, amerykański aktor
  - Richard Speck, amerykański masowy morderca (zm. 1991)
- 1942:
  - Józef (Bosakow), bułgarski biskup prawosławny
  - Peter Handke, austriacki pisarz, tłumacz, laureat Nagrody Nobla
  - Rubén Marcos, chilijski piłkarz (zm. 2006)
  - Herbjørg Wassmo, norweska pisarka
- 1943:
  - Wiesław Kądziela, polski duchowny katolicki, autor pieśni religijnych
  - Jürgen Möbius, niemiecki zapaśnik
- 1944:
  - Vicente Albero, hiszpański ekonomista, polityk
  - Jan Kårström, szwedzki zapaśnik
  - Bogdan Waligórski, polski polityk, poseł na Sejm PRL
- 1945:
  - Kees van Ierssel, holenderski piłkarz
  - Shekhar Kapur, indyjski reżyser filmowy
  - Ray LaHood, amerykański polityk
  - Stanisław Pikulski, polski prawnik (zm. 2016)
  - Rafał Wojaczek, polski poeta, prozaik (zm. 1971)
- 1946:
  - Lew Gudkow, rosyjski socjolog
  - Willy van der Kuijlen, holenderski piłkarz (zm. 2021)
- 1947:
  - Josip Joška Broz, serbski restaurator, polityk komunistyczny (zm. 2025)
  - Francisco Chimoio, mozambicki duchowny katolicki, arcybiskup Maputo
  - Lupita Ferrer, wenezuelska aktorka
  - Krystyna Gutowska, polska filozof kultury, estetyk
  - Bogusław Mąsior, polski działacz gospodarczy, polityk, senator RP (zm. 2021)
  - Miroslav Vitouš, czeski basista jazzowy, członek zespołu Weather Report
  - Edward Walewander, polski duchowny katolicki, pedagog, wykładowca akademicki (zm. 2025)
- 1948:
  - Marius Müller-Westernhagen, niemiecki piosenkarz, gitarzysta, kompozytor, aktor
  - Eigil Nielsen, duński piłkarz (zm. 2019)
  - Keke Rosberg, fiński kierowca wyścigowy
  - Yoshihide Suga, japoński polityk, premier Japonii
  - JoBeth Williams, amerykańska aktorka
- 1949:
  - Ruperto Herrera, kubański koszykarz
  - Zbigniew Marcinkowski, polski żużlowiec
  - Maria Michalk, niemiecka polityk, działaczka społeczna pochodzenia serbołużyckiego
  - Rodrigues Neto, brazylijski piłkarz, trener (zm. 2019)
  - Anna Pilarska, polska prawnik, działaczka samorządowa, wicemarszałek województwa łódzkiego
- 1950:
  - Thom Barry, amerykański aktor
  - Guy Drut, francuski lekkoatleta, płotkarz
  - Joe Hisaishi, japoński pianista, kompozytor, producent muzyczny
  - Juan Jarvis, kubański lekkoatleta, oszczepnik
- 1951:
  - Jill Hammersley, brytyjska tenisistka stołowa
  - Maria Krystyna, belgijska księżniczka
  - Bernard Szweda, polski polityk, poseł na Sejm RP
- 1952:
  - Nektariusz (Kellis), grecki duchowny prawosławny (zm. 2004)
  - Christian Kulik, niemiecki piłkarz pochodzenia polskiego
- 1953:
  - Stefan Czyżewski, polski operator filmowy (zm. 2023)
  - Mirosław Domińczyk, polski działacz opozycji antykomunistycznej (zm. 2023)
  - Krzysztof Hildebrandt, polski samorządowiec, prezydent Wejherowa
  - Geoff Hoon, brytyjski polityk
  - Tom Hulce, amerykański aktor, producent teatralny i filmowy
  - Kin Shriner, amerykański aktor
  - Dwight Stones, amerykański lekkoatleta, skoczek wzwyż
  - Henryk Wierzchoń, polski dyrygent
- 1954:
  - Andrzej Hahn, polski hokeista
  - Radek John, czeski dziennikarz, pisarz, scenarzysta, polityk
  - Janusz Wojciechowski, polski prawnik, publicysta, polityk, poseł na Sejm RP, eurodeputowany, eurokomisarz
- 1955:
  - Aires Ali, mozambicki polityk, premier Mozambiku
  - Kurt Aust, norweski pisarz, publicysta, tłumacz
  - Jerzy Dworczyk, polski piłkarz, trener
  - Eduardo Luís, portugalski piłkarz
  - Tadeusz Sudnik, polski reżyser dźwięku, kompozytor
  - Tony Woodcock, angielski piłkarz, trener
- 1956:
  - Peter Buck, amerykański gitarzysta, członek zespołu R.E.M.
  - Brad Holland, amerykański koszykarz
  - Randy Rhoads, amerykański gitarzysta (zm. 1982)
- 1957:
  - Andrew Cuomo, amerykański polityk, gubernator stanu Nowy Jork
  - Luis Delís, kubański lekkoatleta, oszczepnik
  - Bill Hanzlik, amerykański koszykarz
- 1958:
  - Janusz Drzewucki, polski poeta, krytyk literacki, dziennikarz, wydawca
  - Nick Park, brytyjski twórca filmów animowanych, lalkowych i plastelinowych
  - Marek Vokáč, czeski szachista i trener szachowy (zm. 2021)
- 1959:
  - Marek Chojnacki, polski piłkarz, trener
  - Satoru Iwata, japoński przedsiębiorca (zm. 2015)
  - Michał Potoczny, polski inżynier hutnik, samorządowiec, polityk, senator RP
  - Miloš Říha, czeski hokeista, trener (zm. 2020)
  - Nicolaus Adi Seputra, indonezyjski duchowny katolicki, arcybiskup Merauke
- 1961:
  - Ary Chalus, gwadelupski polityk, przewodniczący rady regionalnej Gwadelupy
  - Janusz Gałkowski, polski adwokat, samorządowiec, polityk, senator RP
  - David Lovering, amerykański perkusista, członek zespołu Pixies
  - Manuel Reuter, niemiecki kierowca wyścigowy, komentator telewizyjny
- 1962:
  - Carin Gerhardsen, szwedzka pisarka
  - Dariusz Goździak, polski pięcioboista nowoczesny
  - Colin Salmon, brytyjski aktor
  - Janine Turner, amerykańska aktorka, reżyserka, scenarzystka i producentka filmowa
- 1963:
  - Debbie Armstrong, amerykańska narciarka alpejska
  - Carolyn McRorie, kanadyjska curlerka
  - Mirosław Myśliński, polski piłkarz
  - Kay Purcell, brytyjska aktorka (zm. 2020)
  - Gert Jan Schlatmann, holenderski hokeista na trawie
  - Pavel Vrba, czeski trener piłkarski
- 1964:
  - Giulio Base, włoski aktor, reżyser, scenarzysta i producent filmowy i telewizyjny
  - Marat Ganiejew, rosyjski kolarz torowy i szosowy pochodzenia tatarskiego
  - Sylvie Goulard, francuska polityk, eurodeputowana
  - Timothy Harris, polityk z Saint Kitts i Nevis, premier
- 1965:
  - Gordon Durie, szkocki piłkarz
  - Rafael Ferro, argentyński aktor
  - Lidia Jazgar, polska piosenkarka, dziennikarka radiowa
  - Ewa Kowalczyk, polska florecistka, szpadzistka
- 1966:
  - Jason LaFreniere, kanadyjski hokeista
  - Grzegorz Leszczyński, polski duchowny katolicki, prawnik, kanonista, filozof, wykładowca akademicki, poeta, muzyk, wokalista, trębacz, pianista
  - Jamo Nezzar, amerykański kulturysta
  - Józef Stala, polski duchowny katolicki, katechetyk, profesor nauk teologicznych (zm. 2025)
- 1967:
  - Judd Apatow, amerykański aktor, reżyser, scenarzysta i producent filmowy
  - Paweł Bravo, polski dziennikarz, tłumacz
  - Arnaldo Mesa, kubański bokser (zm. 2012)
  - Marko Simeunovič, słoweński piłkarz, bramkarz
- 1968:
  - Sadyr Dżaparow, kirgiski polityk, premier Kirgistanu
  - Karl Ove Knausgård, norweski pisarz
  - Olaf Lubaszenko, polski aktor, reżyser i producent filmowy, wokalista, konferansjer
  - Héctor Suárez Gomiz, meksykański aktor
  - Hiromi Suzuki, japońska lekkoatletka, biegaczka długodystansowa
- 1969:
  - Kevin Birr, amerykański curler
  - Asier Garitano, hiszpański piłkarz, trener
  - Jörg Heinrich, niemiecki piłkarz
  - Kerstin Kielgaß, niemiecka pływaczka
  - Ildikó Mincza-Nébald, węgierska szpadzistka
  - Slaviša Stojanovič, słoweński piłkarz, trener
  - Konrad Szymański, polski prawnik, polityk, eurodeputowany
  - Rodrigo Vásquez Schröder, chilijski szachista
  - Jacek Woźniak, polski żużlowiec, trener
- 1970:
  - Ulf Ekberg, szwedzki muzyk, wokalista, autor tekstów, producent muzyczny, członek zespołu Ace of Base
  - Andriej Gaszkin, rosyjski piłkarz, trener
  - Grant Higa, amerykański trójboista siłowy, strongman
  - Bartosz Opania, polski aktor
  - Paqui, hiszpański piłkarz
  - Ewa Przybyło, polska działaczka samorządowa, burmistrz Rabki-Zdrój
  - Sebastian Rybarczyk, polski dziennikarz, publicysta (zm. 2018)
- 1971:
  - Rika Hiraki, japońska tenisistka
  - Odd-Bjørn Hjelmeset, norweski biegacz narciarski
  - Richard Krajicek, holenderski tenisista pochodzenia czeskiego
  - Matt Maloney, amerykański koszykarz
  - Ryan White, Amerykanin zmarły na AIDS (zm. 1990)
- 1972:
  - Kevin Brockmeier, amerykański pisarz fantasy
  - Alberto Cirio, włoski polityk, prezydent Piemontu
  - Cyrille Pouget, francuski piłkarz
  - Lisa Spoonauer, amerykańska aktorka (zm. 2017)
- 1973:
  - Nikos Christodulidis, cypryjski polityk, prezydent Cypru
  - Mikołaj Cieślak, polski kabareciarz, aktor
  - Jasin Dżakrir, algierski zapaśnik
  - Mary Elizabeth Flores Flake, honduraska polityk
  - Petar Miłoszewski, macedoński piłkarz, bramkarz (zm. 2014)
  - François de Rugy, francuski polityk
- 1974:
  - Luigi Buccarello, włoski duchowny katolicki, przełożony generalny Zakonu Trójcy Przenajświętszej
  - Delphine Combe, francuska lekkoatletka, sprinterka
  - Marcin Nowakowski, polski saksofonista, kompozytor
  - Jens Pulver, amerykański zawodnik MMA
  - Alex Story, brytyjski wioślarz, przedsiębiorca, polityk
- 1975:
  - Andrea Agnelli, włoski przedsiębiorca, działacz piłkarski
  - Nathan Baggaley, australijski kajakarz
  - Lars Burgsmüller, niemiecki tenisista
  - Noel Clarke, brytyjski aktor, reżyser i scenarzysta filmowy
  - Mia Love, amerykańska polityk, burmistrz Saratoga Springs (zm. 2025)
  - Sayaka Ōhara, japońska aktorka głosowa
  - Filip Siejka, polski muzyk, kompozytor, producent muzyczny, członek zespołu Papa D
- 1976:
  - Ionel Dănciulescu, rumuński piłkarz
  - Alicia Machado, wenezuelska zdobywczyni tytułu Miss Universe
  - Paolo Meneguzzi, szwajcarski piosenkarz
  - Paola Paggi, włoska siatkarka
  - Lindsay Price, amerykańska aktorka
  - Piotr Wyleżoł, polski muzyk jazzowy, kompozytor, nauczyciel akademicki
- 1977:
  - Shaun Derry, angielski piłkarz, trener
  - Andrew Flintoff, angielski krykiecista
  - Ádám Komlósi, węgierski piłkarz
  - Lilana Pawłowa, bułgarska ekonomistka, polityk
  - Martin Richter, czeski hokeista
  - Mariusz Ujek, polski piłkarz
- 1978:
  - Mão, brazylijski piłkarz plażowy, bramkarz
  - Mijailo Mijailović, szwedzki zamachowiec pochodzenia serbskiego
  - Katalin Pálinger, węgierska piłkarka ręczna, bramkarka
  - Aram Ramazjan, ormiański bokser
- 1979:
  - Tim Cahill, australijski piłkarz
  - Viorel Frunză, mołdawski piłkarz
  - Karolina Michalczuk, polska bokserka
  - Ajose Olusegun, nigeryjski bokser
  - Qin Xia, chińska lekkoatletka, tyczkarka
  - Alesia Turawa, białoruska lekkoatletka, biegaczka długodystansowa
  - Francisco Yeste, hiszpański piłkarz narodowości baskijskiej
  - Zeynal Zeynalov, azerski piłkarz
- 1980:
  - Ołeksandr Chmil, ukraiński hokeista, trener (zm. 2023)
  - Cindy Crawford, amerykańska aktorka pornograficzna
  - Evelyn, szwajcarska piosenkarka
  - Stephen Lovell, angielski piłkarz
  - Carlos Takam, francuski bokser pochodzenia kameruńskiego
- 1981:
  - Federico Balzaretti, włoski piłkarz
  - Lerone Clarke, jamajski lekkoatleta, sprinter
  - Warren Granados, kostarykański piłkarz
  - Katarzyna Sielicka, polska siatkarka
- 1982:
  - Ryan Carnes, amerykański aktor
  - Alberto Contador, hiszpański kolarz szosowy
  - Aleksander Domagalski, polski gitarzysta, kompozytor, członek zespołu CF98
  - Markus Keller, szwajcarski snowboardzista
- 1983:
  - Dmitrij Makarow, rosyjski hokeista
  - Urszula Piwnicka, polska lekkoatletka, oszczepniczka
  - Mikołaj Roznerski, polski aktor
  - Mikołaj Woubishet, polski aktor
- 1984:
  - Zofia Hellqvist, członkini szwedzkiej rodziny królewskiej
  - Daryl Impey, południowoafrykański kolarz szosowy
  - Kevin Oris, belgijski piłkarz
  - Wolha Palczeuska, białoruska siatkarka
  - Muhammad Sarir, algierski zapaśnik
  - Martin Smolinski, niemiecki żużlowiec pochodzenia polskiego
  - Adam Szłapka, polski politolog, samorządowiec, polityk, poseł na Sejm RP
  - Aden Tutton, australijski siatkarz
  - Łukasz Zakrzewski, polski żeglarz lodowy
- 1985:
  - Dulce María, meksykańska aktorka, piosenkarka, autorka tekstów
  - Aristidis Grigoriadis, grecki pływak
  - Petr Trapp, czeski piłkarz
  - Darius Washington, amerykańsko-macedoński koszykarz
- 1986:
  - Sean Edwards, monakijski kierowca wyścigowy (zm. 2013)
  - Małgorzata Lubera, polska siatkarka
  - Stefan Pawłowski, polski aktor
- 1987:
  - Rachel Atherton, brytyjska kolarka górska
  - Luther Burrell, angielski rugbysta pochodzenia jamajskiego
  - Cecilia Dujić, chorwacka siatkarka
  - Harald Schlegelmilch, łotewski kierowca wyścigowy
- 1988:
  - Nathan Mitchell, kanadyjski aktor
  - Megumi Nakata, japońska lekkoatletka, tyczkarka
  - Andrij Nowak, ukraiński piłkarz, bramkarz
  - Nils Petersen, niemiecki piłkarz
  - Rafał Woźniak, polski wioślarz
- 1989:
  - Rógvi Baldvinsson, farerski piłkarz
  - Alexandru Vlad, rumuński piłkarz
- 1990:
  - Jorge Correia Carvalho, portugalski wioślarz
  - D.J. Cooper, amerykański koszykarz
  - Alex Freiheit, polska performerka, wokalistka, aktorka, poetka
  - Jack Hunt, angielski piłkarz
  - Tamira Paszek, austriacka tenisistka
- 1991:
  - Yasemin Adar, turecka zapaśniczka
  - José Ayoví, ekwadorski piłkarz
  - Stephen Holt, amerykański koszykarz pochodzenia filipińskiego
  - Milica Mandić, serbska taekwondzistka
  - Coco Vandeweghe, amerykańska tenisistka
- 1992:
  - Wiktor Antipin, rosyjski hokeista pochodzenia kazachskiego
  - Britt Assombalonga, kongijski piłkarz
  - Lilian Calmejane, francuski kolarz szosowy
  - Mikołaj Curyło, polski żużlowiec
  - Iker Guarrotxena, hiszpański piłkarz narodowości baskijskiej
  - Aleksandar Jovanović, serbski piłkarz, bramkarz
  - Mustafa Karshoum, sudański piłkarz
  - Artem Suchocki, ukraiński piłkarz
  - Yang Hak-seon, południowokoreański gimnastyk
- 1993:
  - Elián González, kubański uciekinier
  - José Romo, wenezuelski piłkarz
  - Sydney Wallace, amerykańsko-brytyjska koszykarka
  - Adam Waszkiewicz, polski piłkarz
- 1994:
  - Janis Andetokunmbo, grecki koszykarz pochodzenia nigeryjskiego
  - Susanne Celik, szwedzka tenisistka
  - Stephen Maar, kanadyjski siatkarz
  - Mami Umeki, japońska judoczka
- 1995:
  - Michaił Akimienko, rosyjski lekkoatleta, skoczek wzwyż
  - Marcin Cebula, polski piłkarz
  - Joy Gruttmann, niemiecka piosenkarka
  - Kiara Leslie, amerykańska koszykarka
- 1996:
  - Davide Calabria, włoski piłkarz
  - Stefanie Scott, amerykańska aktorka, piosenkarka
- 1997:
  - Alfie Hewett, brytyjski niepełnosprawny tenisista
  - Sabrina Ionescu, amerykańska koszykarka pochodzenia rumuńskiego
  - Gregor Kobel, szwajcarski piłkarz, bramkarz
  - Christian Kouamé, iworyjski piłkarz
  - Dereck Kutesa, szwajcarski piłkarz pochodzenia kongijskiego
  - Randy Nteka, francuski piłkarz pochodzenia angolsko-kongijskiego
- 1998:
  - Luis Díaz, kostarykański piłkarz
  - Lynna Irby-Jackson, amerykańska lekkoatletka, sprinterka
  - Ella Junnila, fińska lekkoatletka, skoczkini wzwyż
  - Angelina Kučvaļska, łotewska łyżwiarka figurowa
  - Park Ji-su, południowokoreańska koszykarka
- 1999:
  - Mario Judah, amerykański raper, piosenkarz, autor tekstów, producent muzyczny
  - Horst Lehr, niemiecki zapaśnik
  - Nash Lowis, australijski lekkoatleta, oszczepnik
  - Boubekeur Rebahi, algierski judoka
- 2000:
  - Jurgen Çelhaka, albański piłkarz
  - Yousef Mohamed Yousef Eissa, egipski zapaśnik
  - José Manuel López, argentyński piłkarz
  - Anthony Musaba, holenderski piłkarz pochodzenia kongijskiego
  - Barbara Scheffler - producentka teatralna, komik
- 2001 – Adijat Idris, nigeryjska zapaśniczka
- 2003 – Sebastian Białecki, polski darter
- 2005 – Julia Jeziorna, polska koszykarka
- 2007 – Iva Jovic, amerykańska tenisistka pochodzenia serbskiego

## Zmarli
- 1185 – Alfons I Zdobywca, król Portugalii (ur. 1109)
- 1240 – Konstancja, królewna węgierska, królowa czeska (ur. ok. 1180)
- 1300 – Teodora Raulena Paleologini, bizantyńska arystokratka (ur. ok. 1240)
- 1343 – Friedrich von Eickstedt, niemiecki duchowny katolicki, biskup kamieński (ur. ?)
- 1352 – Klemens VI, papież (ur. 1291)
- 1370 – Rudolf II Askańczyk, elektor Saksonii (ur. 1307)
- 1468 – Zenobi Strozzi, włoski malarz, miniaturzysta (ur. 1412)
- 1469 – Juan Carvajal, hiszpański kardynał (ur. 1399)
- 1495 – Jakob Sprenger, niemiecki dominikanin, inkwizytor (ur. 1436–38)
- 1504 – Giorgio Schiavone, włoski malarz pochodzenia chorwackiego (ur. 1433–36)
- 1520 – Bartolomé Ordoñez, hiszpański rzeźbiarz (ur. 1480)
- 1546 – Erazm Ciołek, polski duchowny katolicki, sufragan krakowski (ur. ok. 1492)
- 1550 – Pieter Coecke van Aelst, holenderski wszechstronny artysta (ur. 1502)
- 1562 – Jan van Scorel, holenderski malarz, rysownik, grafik (ur. 1495)
- 1598 – Paolo Paruta, włoski historyk, polityk, dyplomata (ur. 1540)
- 1613:
  - Walerian Montelupi, krakowski kupiec (ur. 1543)
  - Anton Praetorius, niemiecki pastor i teolog kalwiński, pisarz (ur. 1560)
- 1624 – Francesco Contarini, doża Wenecji (ur. 1556)
- 1658 – Baltasar Gracián, hiszpański jezuita, prozaik, pisarz polityczny (ur. 1601)
- 1666 – Job van Meekeren, holenderski chirurg (ur. 1611)
- 1686 – Eleonora Gonzaga, księżniczka Mantui, cesarzowa niemiecka, królowa czeska i węgierska (ur. 1630)
- 1689 – Pjetër Bogdani, albański duchowny katolicki, pisarz (ur. 1630)
- 1713 – Jan Mikołaj Zgierski, polski duchowny katolicki, tytularny biskup smoleński, biskup żmudzki (ur. 1653)
- 1716 – Benedictus Buns, holenderski kompozytor (ur. 1642)
- 1718 – Nicholas Rowe, brytyjski poeta, dramaturg (ur. 1674)
- 1728 – Heinrich Rüdiger von Ilgen, pruski polityk, minister Stanu Królestwa Prus (ur. 1654)
- 1730 – Feliks Ignacy Kretkowski, polski duchowny katolicki, biskup chełmiński (ur. 1657)
- 1745 – Christoph Förster, niemiecki kompozytor (ur. 1693)
- 1759 – Maria Ludwika Elżbieta Burbon, księżniczka francuska, księżna Parmy (ur. 1727)
- 1770 – Neri Maria Corsini, włoski kardynał (ur. 1685)
- 1771 – Giovanni Battista Morgagni, włoski anatom, patomorfolog (ur. 1682)
- 1773 – Juan José Martínez Escalzo, hiszpański duchowny katolicki, biskup Segowii (ur. 1704)
- 1779 – Jean Chardin, francuski malarz (ur. 1699)
- 1788 – Nichole-Reine Lepaute, francuska astronom, matematyk (ur. 1723)
- 1799 – Joseph Black, szkocki chemik (ur. 1728)
- 1823 – Józef Toliński, polski generał brygady (ur. 1764)
- 1829 – Jan Paweł Woronicz, polski duchowny katolicki, biskup krakowski, arcybiskup warszawski, prymas Królestwa Polskiego, poeta (ur. 1757)
- 1830 – Morton Eden, brytyjski arystokrata, dyplomata, polityk (ur. 1752)
- 1831 – Jan Antoni May, polski drukarz, księgarz (ur. 1761)
- 1836 – Antonio Franconi, francuski cyrkowiec, przedsiębiorca pochodzenia włoskiego (ur. 1737)
- 1842 – Tadeusz Antoni Mostowski, polski pisarz, publicysta, polityk (ur. 1766)
- 1855:
  - Amschel Mayer Rothschild, niemiecki bankier pochodzenia żydowskiego (ur. 1773)
  - William Swainson, brytyjski ornitolog, zoolog (ur. 1789)
- 1861 – Józef Nguyễn Duy Khang, wietnamski męczennik i święty katolicki (ur. ok. 1832)
- 1864:
  - Simonas Daukantas, litewski pisarz, etnograf, historyk (ur. 1793)
  - Leon Potocki, polski pisarz, pamiętnikarz (ur. 1799)
- 1867:
  - Pierre Flourens, francuski fizjolog, neuroanatom (ur. 1794)
  - Giovanni Pacini, włoski kompozytor operowy (ur. 1796)
- 1868 – August Schleicher, niemiecki językoznawca (ur. 1821)
- 1870 – Ludwika Pruska, księżna Holandii (ur. 1808)
- 1875 – Zenon Świętosławski, polski działacz niepodległościowy, socjalistyczny i emigracyjny, uczestnik powstania listopadowego (ur. 1811)
- 1879 – Leon Bokiewicz, polski lekarz, etnograf (ur. 1820)
- 1882:
  - Louis Blanc, francuski polityk, historyk, wolnomularz (ur. 1811)
  - Anthony Trollope, brytyjski pisarz (ur. 1815)
- 1887 – Hisamitsu Shimazu, japoński książę, samuraj (ur. 1817)
- 1888:
  - Samuel Earnshaw, brytyjski duchowny anglikański, matematyk, fizyk, wykładowca akademicki (ur. 1805)
  - János Hunfalvy, węgierski geograf, wykładowca akademicki (ur. 1820)
- 1889:
  - Jules Champfleury, francuski pisarz, krytyk sztuki (ur. 1821)
  - Jefferson Davis, amerykański polityk, jedyny prezydent Skonfederowanych Stanów Ameryki (ur. 1808)
- 1890 – Joe Coburn, amerykański bokser pochodzenia irlandzkiego (ur. 1835)
- 1891 – Rowland Egerton-Warburton, brytyjski posiadacz ziemski, myśliwy, poeta (ur. 1804)
- 1892 – Werner von Siemens, niemiecki elektrotechnik, przedsiębiorca (ur. 1816)
- 1893 – Rudolf Wolf, szwajcarski astronom, matematyk, wykładowca akademicki (ur. 1816)
- 1898 – Katarzyna, księżniczka wirtemberska (ur. 1821)
- 1905 – Otto Goldfuss, niemiecki zoolog (ur. 1831)
- 1907 – Federico Caprilli, włoski kapitan kawalerii (ur. 1868)
- 1908 – Władysław Russocki, polski hrabia, urzędnik (ur. 1841)
- 1909:
  - Max Britzelmayr, niemiecki mykolog, lichenolog, pedagog (ur. 1839)
  - James Hutchison, australijski polityk pochodzenia szkockiego (ur. 1859)
- 1910 – Marceli Kujawa-Połczyński, polski pisarz, publicysta, działacz społeczny (ur. 1844)
- 1912 – Paul Kummer, niemiecki mykolog, pedagog, duchowny protestancki (ur. 1834)
- 1913 – Antym VII, grecki biskup prawosławny, patriarcha Konstantynopola (ur. 1827)
- 1914:
  - Pater Hartmann, niemiecki franciszkanin, kompozytor (ur. 1863)
  - Władysław Milko, polski porucznik Legionów Polskich (ur. 1881)
- 1916:
  - Friedrich Ernst Dorn, niemiecki fizyk, wykładowca akademicki (ur. 1848)
  - Eugen Dücker, niemiecki malarz (ur. 1841)
- 1918 – Wincenty Wójtowicz, polski żołnierz Legionów Polskich (ur. 1896)
- 1920 – Rosalia Lombardo, włoska dziewczynka (ur. 1918)
- 1921 – Mikołaj Jańczuk, białoruski i rosyjski etnograf, archeolog, literaturoznawca, slawista, wykładowca akademicki (ur. 1859)
- 1923:
  - Gustaw Kuchinka, polski generał brygady (ur. 1875)
  - Karol Woźniak, polski duchowny katolicki, kapelan powstańców śląskich (ur. 1893)
- 1924:
  - Gene Stratton-Porter, amerykańska pisarka, fotografka (ur. 1863)
  - Klara Zamenhof, polska esperantystka pochodzenia żydowskiego (ur. 1863)
- 1925 – Kazimierz Gross, polski plutonowy (ur. 1900)
- 1928:
  - Szymon Dzierzgowski, polski chemik, higienista, myśliciel polityczny, monarchista (ur. 1866)
  - Wacław Jezierski, polski przyrodnik, geograf, pedagog (ur. 1868)
  - Alois Kreidl, austriacki fizjolog, wykładowca akademicki (ur. 1864)
- 1929 – Gustaf Hjalmar Grönroos, fiński anatom, wykładowca akademicki (ur. 1863)
- 1931 – Iwan Kochanowski, ukraiński prawnik, sędzia, działacz społeczny, polityk (ur. 1867)
- 1932 – Arvid Fagrell, szwedzki piłkarz (ur. 1888)
- 1933:
  - William Samuel Booze, amerykański lekarz, przedsiębiorca, polityk (ur. 1862)
  - Willem Hendrik Cox, holenderski neurolog, psychiatra (ur. 1861)
  - Edmund Saporski, polski geometra, pionier osadnictwa polskiego w Brazylii (ur. 1844)
- 1934:
  - Roman Kordys, polski taternik, alpinista, prawnik, dziennikarz (ur. 1886)
  - Simonas Rozenbaumas, litewski działacz syjonistyczny, polityk, dyplomata pochodzenia żydowskiego (ur. 1860)
- 1936 – Luiza Maria Frías Cañizares, hiszpańska działaczka Akcji Katolickiej, męczennica, błogosławiona (ur. 1896)
- 1937 – Borys (Woskobojnikow), rosyjski biskup prawosławny, święty nowomęczennik (ur. 1875)
- 1938:
  - Gieorgij Bakłanow, rosyjski śpiewak operowy (tenor) pochodzenia łotewskiego (ur. 1881)
  - Wilhelm Bruchnalski, polski historyk literatury (ur. 1859)
  - Henryk Cywiński, polski wiceadmirał w służbie rosyjskiej (ur. 1855)
  - Jeremi Kubicki, polski malarz (ur. 1911)
- 1939:
  - Witold Donimirski, polski działacz społeczny, oświatowy i polityczny (ur. 1874)
  - Mieczysław Gantz, polski laryngolog, ftyzjatra pochodzenia żydowskiego (ur. 1876)
  - Tadeusz Kolasiński, polski podpułkownik lekarz (ur. 1874)
  - Aleksander Kubik, polski duchowny katolicki, prawnik, polityk narodowy, działacz społeczny (ur. 1886)
- 1941:
  - Louis Bertrand, francuski prozaik, eseista, historyk (ur. 1866)
  - Zdzisław Czarnomski, polski działacz patriotyczny, społeczny i harcerski (ur. 1894)
  - Witold Fusek, polski farmaceuta, regionalista, działacz narodowy, instruktor harcerski (ur. 1885)
  - Alexander Zatonski, amerykański pilot wojskowy pochodzenia polskiego (ur. 1915)
- 1942:
  - Karl Herxheimer, niemiecki dermatolog pochodzenia żydowskiego (ur. 1861)
  - Grzegorz (Peradze), gruziński duchowny, prawosławny, teolog, patrolog, święty (ur. 1899)
- 1943:
  - Karol Dziewoński, polski chemik, wykładowca akademicki (ur. 1876)
  - Oskar Messter, niemiecki pionier kinematografii, wynalazca (ur. 1866)
  - Ludwik Wrodarczyk, polski oblat, męczennik, Sługa Boży (ur. 1907)
- 1944 – Robert Monier, francuski żeglarz sportowy (ur. 1885)
- 1945:
  - Adam Kłodziński, polski historyk, wykładowca akademicki (ur. 1877)
  - Artur Maruszewski, polski pułkownik dyplomowany piechoty, polityk, wojewoda tarnopolski, poznański i wileński (ur. 1886)
  - Arsienij Niesmiełow, rosyjski poeta, prozaik, dziennikarz, kolaborant (ur. 1889)
  - Alfred Saalwächter, niemiecki admirał (ur. 1883)
  - Sinai Tschulok, szwajcarski biolog, wykładowca akademicki pochodzenia rosyjskiego (ur. 1875)
- 1946:
  - Wiktor Zacheusz Nowowiejski, polski porucznik AK, uczestnik podziemia antykomunistycznego (ur. 1915)
  - Maksimilian Sztajnberg, rosyjski kompozytor, pedagog pochodzenia żydowskiego (ur. 1883)
- 1948 – Wilhelm Claussen, niemiecki funkcjonariusz i zbrodniarz nazistowski (ur. 1915)
- 1949:
  - Leadbelly, amerykański muzyk i wokalista bluesowy (ur. 1888)
  - José María Zeledón Brenes, kostarykański dziennikarz, poeta, polityk (ur. 1877)
- 1950:
  - Pietro Lana, włoski piłkarz (ur. 1888)
  - Barbara Samulowska, polska szarytka, wizjonerka, misjonarka, Służebnica Boża (ur. 1865)
  - Vavro Šrobár, słowacki lekarz, polityk (ur. 1867)
  - Tadeusz Żółkiewski, polski inżynier agronom, pułkownik kawalerii (ur. 1887)
- 1951:
  - J. Edward Bromberg, amerykański aktor pochodzenia żydowskiego (ur. 1903)
  - André Gobert, francuski tenisista (ur. 1890)
  - Harold Ross, amerykański dziennikarz pochodzenia irlandzkiego (ur. 1892)
- 1952:
  - Jan Scheffler, rumuński duchowny katolicki, biskup Satu Mare, błogosławiony pochodzenia węgierskiego (ur. 1887)
  - Jakob Sporrenberg, niemiecki funkcjonariusz i zbrodniarz nazistowski (ur. 1902)
- 1953:
  - Janusz Dziewoński, polski aktor, reżyser teatralny (ur. 1890)
  - Konstanty Ildefons Gałczyński, polski poeta (ur. 1905)
  - Julian Karol Nowotny, polski prawnik, wykładowca akademicki (ur. 1876)
  - Frans Michel Penning, holenderski fizyk (ur. 1894)
  - Dmitrij Szatiłow, rosyjski pułkownik, emigracyjny działacz wojskowy, kolaborant (ur. 1886)
- 1954 – Élisabeth de Gramont, francuska arystokratka, pisarka, pamiętnikarka (ur. 1875)
- 1955:
  - Georges Johin, francuski krokiecista (ur. 1877)
  - Honus Wagner, amerykański baseballista (ur. 1874)
- 1956:
  - Bhimrao Ramji Ambedkar, indyjski prawnik, polityk (ur. 1896)
  - Helen Duncan, szkocka okultystka (ur. 1897)
  - Adam Edward Stanisław Starzeński, polski hrabia, ziemianin, botanik (ur. 1872)
- 1957:
  - Giovanni Mangiante, włoski gimnastyk (ur. 1893)
  - Maurice Peeters, holenderski kolarz torowy (ur. 1882)
- 1958:
  - Giuseppe De Angelis, włoski rzeźbiarz (ur. 1883)
  - Awraham-Chajjim Szag, izraelski polityk (ur. 1883)
- 1960 – Hjalmar Nyström, fiński zapaśnik pochodzenia szwedzkiego (ur. 1904)
- 1961 – Frantz Fanon, algierski psychiatra, pisarz, myśliciel polityczny pochodzenia martynickiego (ur. 1925)
- 1963:
  - Aleksander Bogusławski, polski nauczyciel, publicysta, polityk, poseł na Sejm RP (ur. 1887)
  - Bazyli Hołod, polski działacz komunistyczny (ur. 1907)
  - Benedykt (Polakow), rosyjski biskup prawosławny (ur. 1884)
- 1964:
  - Pentti Eelis Eskola, fiński geolog, petrograf, wykładowca akademicki (ur. 1883)
  - Evert van Linge, holenderski piłkarz, architekt (ur. 1895)
- 1965:
  - Mihály Farkas, węgierski polityk komunistyczny pochodzenia żydowskiego (ur. 1904)
  - Wincenty Kasprzycki, polski rzeźbiarz, medalier (ur. 1906)
- 1966:
  - Hermann Heiss, niemiecki kompozytor, teoretyk muzyki, pedagog (ur. 1897)
  - Marian Ośniałowski, polski poeta (ur. 1920)
- 1967:
  - Óscar Diego Gestido, urugwajski wojskowy, polityk, prezydent Urugwaju (ur. 1901)
  - Dmitrij Kozłow, radziecki generał porucznik (ur. 1896)
  - Béla Schick, amerykański pediatra, fizjopatolog pochodzenia węgierskiego (ur. 1877)
  - Jan Tomaszewski, polski gleboznawca, wykładowca akademicki (ur. 1884)
- 1969:
  - Florence Horsbrugh, brytyjska polityk (ur. 1889)
  - Hans Rose, niemiecki podwodniak (ur. 1885)
  - Jost Walbaum, niemiecki lekarz, polityk nazistowski (ur. 1889)
- 1970:
  - Leandro Faggin, włoski kolarz szosowy i torowy (ur. 1933)
  - Janina Kowalczykowa, polska lekarka, anatomopatolog (ur. 1907)
  - Miroslav Rybař, czechosłowacki konstruktor broni strzeleckiej (ur. 1924)
- 1971:
  - Wacław Jabłonowski, polski działacz związkowy i komunistyczny (ur. 1898)
  - Matylda Krzesińska, rosyjska tancerka pochodzenia polskiego (ur. 1872)
  - Franciszek Myszkowski, polski artysta fotograf (ur. 1913)
  - Tadeusz Nartowski, polski malarz (ur. 1892)
- 1972:
  - Humberto Mariles, meksykański strzelec sportowy (ur. 1913)
  - Aleksandr Pałładin, ukraiński biochemik, wykładowca akademicki pochodzenia rosyjskiego (ur. 1885)
- 1973:
  - Jan Augustyn, polski mechanik, polityk, poseł na Sejm PRL (ur. 1903)
  - Giuseppe Galluzzi, włoski piłkarz, trener (ur. 1903)
  - Braslav Rabar, chorwacki szachista (ur. 1919)
- 1974:
  - Maximilian de Angelis, austro-węgierski i niemiecki dowódca wojskowy (ur. 1889)
  - Roberto Bartini, radziecki konstruktor lotniczy, fizyk, filozof nauki pochodzenia włoskiego (ur. 1897)
  - Nikołaj Kuzniecow, radziecki admirał (ur. 1904)
- 1975:
  - Siemion Szczetinin, radziecki polityk (ur. 1910)
  - Bolesław Świętochowski, polski profesor nauk rolniczych, żołnierz AK (ur. 1895)
- 1976:
  - João Goulart, brazylijski polityk, wiceprezydent i prezydent Brazylii (ur. 1918)
  - Eugeniusz Pichell, polski artysta grafik (ur. 1905)
- 1977 – Andy Auld, amerykański piłkarz (ur. 1900)
- 1979 – Aleksy Szołomicki, polski siatkarz, trener (ur. 1930)
- 1980:
  - Margot Bennett, szkocka pisarka (ur. 1912)
  - Jan Przanowski, polski ekonomista, rotmistrz, dziennikarz (ur. 1909)
- 1981 – Eugeniusz Leoszenia, radziecki i polski generał, inżynier (ur. 1900)
- 1983:
  - Lucienne Boyer, francuska piosenkarka (ur. 1903)
  - Michaił Suszkow, rosyjski piłkarz, trener (ur. 1899)
- 1984:
  - Jan Polski, polski nauczyciel, polityk, poseł na Sejm PRL (ur. 1920)
  - Tadeusz Szczurkiewicz, polski socjolog, wykładowca akademicki (ur. 1895)
  - Wiktor Szkłowski, rosyjski pisarz, literaturoznawca, filmoznawca (ur. 1893)
  - Teresa Weyssenhoff, polska ekonomistka, pisarka (ur. 1930)
- 1985:
  - Slobodan Anđelković, serbski piłkarz (ur. 1913)
  - Denis de Rougemont, szwajcarski eseista, krytyk, myśliciel (ur. 1906)
- 1986:
  - Karol Baraniecki, polski rysownik, satyryk, realizator filmów animowanych (ur. 1911)
  - Eva Bednářová, czeska ilustratorka, graficzka (ur. 1937)
- 1987:
  - Sahak Karapetian, ormiański biolog, polityk (ur. 1906)
  - Peter Lorenz, niemiecki polityk (ur. 1922)
  - Ba Swe, birmański polityk, premier Birmy (ur. 1915)
- 1988:
  - Leon Kostrzewski, polski działacz komunistyczny (ur. 1902)
  - Roy Orbison, amerykański piosenkarz, gitarzysta, autor tekstów (ur. 1936)
- 1989:
  - Grigorij Balicki, radziecki dowódca partyzancki, polityk (ur. 1906)
  - Frances Bavier, amerykańska aktorka (ur. 1902)
  - Rolf Johannesson, niemiecki kontradmirał (ur. 1900)
  - John Payne, amerykański aktor (ur. 1912)
- 1990:
  - Filip Istner, polski poeta, dziennikarz, publicysta pochodzenia żydowskiego (ur. 1912)
  - Tunku Abdul Rahman, malajski prawnik, polityk, premier Malezji (ur. 1903)
- 1991:
  - Stefan Burhardt, polski bibliotekarz, bibliograf, bibliofil, muzykolog (ur. 1899)
  - Virgilio Corbo, włoski franciszkanin, archeolog, palestynolog (ur. 1918)
  - Wasilij Radajew, rosyjski poeta, prozaik, krytyk literacki (ur. 1907)
  - Richard Stone, brytyjski ekonomista, laureat Nagrody Banku Szwecji im. Alfreda Nobla w dziedzinie ekonomii (ur. 1913)
  - Tadeusz Żarnecki, polski inżynier elektryk, wykładowca akademicki (ur. 1907)
- 1992:
  - Eugène Klein, francuski duchowny katolicki, arcybiskup Numei (ur. 1916)
  - Edoardo Salmeri, włoski poeta (ur. 1925)
- 1993:
  - Don Ameche, amerykański aktor pochodzenia włoskiego (ur. 1908)
  - Henk Ooms, holenderski kolarz torowy (ur. 1916)
- 1994:
  - Josef Bláha, czeski aktor (ur. 1924)
  - Gian Maria Volonté, włoski aktor (ur. 1933)
- 1995:
  - Luis Regueiro, hiszpański piłkarz, trener narodowości baskijskiej (ur. 1908)
  - Czesław Rzepiński, polski malarz (ur. 1905)
- 1996:
  - Aleksiej Babienko, radziecki pułkownik rezerwy, pilot, inżynier, konstruktor (ur. 1923)
  - Jean Bertholle, francuski malarz (ur. 1909)
  - Pete Rozelle, amerykański działacz sportowy (ur. 1926)
- 1997 – Willy den Ouden, holenderska pływaczka (ur. 1918)
- 1999 – Daniel Sarky, francuski aktor pochodzenia chorwackiego (ur. 1943)
- 2000 – Dyzma Gałaj, polski socjolog, polityk, marszałek Sejmu (ur. 1915)
- 2001 – Krzysztof Gruber, polski reżyser filmowy (ur. 1949)
- 2002 – Jerzy Adamski, polski bokser (ur. 1937)
- 2003:
  - Carlos Arana Osorio, gwatemalski generał, dyplomata, polityk, prezydent Gwatemali (ur. 1918)
  - Adam Miłobędzki, polski historyk sztuki (ur. 1924)
- 2004:
  - Raymond Goethals, belgijski piłkarz, trener (ur. 1921)
  - Christine Wodetzky, niemiecka aktorka (ur. 1943)
- 2005:
  - Charly Gaul, luksemburski kolarz szosowy i przełajowy (ur. 1932)
  - Paul Halla, austriacki piłkarz (ur. 1931)
  - Hanns Dieter Hüsch, niemiecki artysta kabaretowy (ur. 1925)
  - Bolesław Mackiewicz, polski zapaśnik (ur. 1942)
  - Devan Nair, singapurski polityk, prezydent Singapuru (ur. 1923)
  - Jerzy Pajączkowski-Dydyński, polski pułkownik (ur. 1894)
- 2006:
  - Han Ahmedow, turkmeński polityk, premier Turkmenistanu (ur. 1936)
  - Mavis Pugh, brytyjska aktorka (ur. 1914)
- 2007 – Henri Debehogne, belgijski astronom (ur. 1928)
- 2008:
  - Feliks Chudzyński, polski malarz, grafik, ilustrator, literat (ur. 1942)
  - Piotr Janowski, polski skrzypek (ur. 1951)
  - Erwin Lawaty, polski duchowny adwentystyczny, pastor (ur. 1913)
- 2010:
  - Hugues Cuénod, szwajcarski śpiewak operowy (tenor) (ur. 1902)
  - Bolesław Taborski, polski poeta, teatrolog, krytyk literacki, tłumacz (ur. 1927)
- 2011:
  - Brent Darby, amerykański koszykarz (ur. 1981)
  - Zbigniew Safjan, polski pisarz, scenarzysta filmowy, dziennikarz (ur. 1922)
- 2013:
  - Lucyna Grobicka, polska prezenterka telewizyjna (ur. 1963)
  - Louis Waldon, amerykański aktor (ur. 1934)
- 2014:
  - Ralph Baer, amerykański inżynier, wynalazca, pionier przemysłu gier komputerowych (ur. 1922)
  - Stanisław Kawula, polski pedagog (ur. 1939)
  - Naftali Lau-Lawi, izraelski polityk (ur. 1926)
- 2015:
  - Stefan Borzęcki, polski rzeźbiarz (ur. 1930)
  - Grzegorz Kurkiewicz, polski dziennikarz, publicysta (ur. 1922)
  - Franzl Lang, alpejski jodler z Bawarii (ur. 1930)
  - Mike Mangold, amerykański pilot cywilny i sportowy (ur. 1955)
  - Tomasz Rospara, polski koszykarz (ur. 1978)
  - Nicholas Smith, brytyjski aktor (ur. 1934)
- 2016:
  - Adolf Burger, słowacki drukarz, więzień niemieckich obozów koncentracyjnych, autor wspomnień pochodzenia żydowskiego (ur. 1917)
  - Peter Vaughan, brytyjski aktor (ur. 1923)
- 2017:
  - Lucyna Andrysiak, polska pedagog, działaczka harcerska i samorządowa (ur. 1955)
  - William H. Gass, amerykański prozaik, krytyk literacki, eseista (ur. 1924)
  - Dominic Mai Luong, wietnamski duchowny katolicki posługujący w USA, biskup Orange w Kalifornii (ur. 1940)
  - Witold Stanisław Michałowski, polski inżynier, pisarz, podróżnik, publicysta (ur. 1939)
  - Wiesław Śliżewski, polski geolog (ur. 1929)
  - Cyrus Young, amerykański lekkoatleta, oszczepnik (ur. 1928)
- 2018:
  - Győző Forintos, węgierski szachista (ur. 1935)
  - Danuta Gałkowa, polska pułkownik, sanitariuszka, łączniczka, żołnierz AK, uczestniczka powstania warszawskiego (ur. 1924)
  - Iwan Hładusz, ukraiński generał, polityk, minister spraw wewnętrznych (ur. 1929)
  - László Lóránd, węgiersko-amerykański, biochemik, wykładowca akademicki (ur. 1923)
  - Aleksandr Minajew, rosyjski piłkarz (ur. 1954)
  - Frank Rodimer, amerykański duchowny katolicki, biskup Paterson (ur. 1927)
  - Zdzisław Sadowski, polski ekonomista, polityk, wicepremier (ur. 1925)
  - Julitta Tryk, polska dziennikarka, publicystka (ur. 1943)
- 2019:
  - Janusz Dzięcioł, polski strażnik miejski, rolnik, polityk, poseł na Sejm RP (ur. 1953)
  - Irena Laskowska, polska aktorka (ur. 1925)
  - Ron Leibman, amerykański aktor (ur. 1937)
  - Józef Ławnik, polski historyk, wykładowca akademicki, oficer MO, działacz komunistyczny (ur. 1927)
  - Stojanka Mutafowa, bułgarska aktorka (ur. 1922)
  - Krystyna Skolecka-Kona, polska prawnik, adwokat, działaczka opozycji antykomunistycznej (ur. 1929)
  - Krzysztof Uniłowski, polski krytyk literacki (ur. 1967)
- 2020:
  - Jaromír Kohlíček, czeski polityk, eurodeputowany (ur. 1953)
  - Zbigniew Leraczyk, polski aktor (ur. 1953)
  - Adam Marcinkowski, polski historyk, wykładowca akademicki (ur. 1942)
  - Dennis Ralston, amerykański tenisista (ur. 1942)
  - Džej Ramadanovski, serbski piosenkarz (ur. 1964)
  - Paul Sarbanes, amerykański polityk (ur. 1933)
  - Tabaré Vázquez, urugwajski onkolog, polityk, burmistrz Montevideo, prezydent Urugwaju (ur. 1940)
- 2021:
  - Chris Achilleos, cypryjski grafik, malarz, ilustrator (ur. 1947)
  - János Kóbor, węgierski wokalista, gitarzysta, członek zespołu Omega (ur. 1943)
  - Artur Kupiec, polski piłkarz, trener (ur. 1972)
  - Masayuki Uemura, japoński projektant sprzętu elektronicznego (ur. 1943)
  - Kåre Willoch, norweski ekonomista, polityk, minister handlu, premier Norwegii (ur. 1928)
- 2022:
  - Jet Black, brytyjski perkusista, członek zespołu The Stranglers (ur. 1938)
  - Antonio D’Amico, włoski model, projektant mody (ur. 1959)
  - Beto Fuscão, brazylijski piłkarz (ur. 1950)
  - Mills Lane, amerykański sędzia bokserski (ur. 1937)
  - Ichirō Mizuki, japoński piosenkarz, aktor, seiyū (ur. 1948)
  - Franciszek Mleczko, polski socjolog, wykładowca akademicki (ur. 1931)
  - Hanna Popowska-Taborska, polska językoznawczyni, badaczka kaszubszczyzny (ur. 1930)
  - Adolfas Šleževičius, litewski ekonomista, inżynier, polityk, premier Litwy (ur. 1948)
- 2023:
  - Tore Aleksandersen, norweski trener siatkarski (ur. 1968)
  - Alfredo M. Bonanno, włoski anarchista, myśliciel polityczny, pisarz (ur. 1937)
  - Dean Crawford, kanadyjski wioślarz (ur. 1958)
  - Noël Kinsella, kanadyjski psycholog, wykładowca akademicki, polityk, przewodniczący Senatu (ur. 1939)
  - Mirosława Krajewska, polska aktorka (ur. 1940)
  - Marisa Pavan, włoska aktorka (ur. 1932)
  - Ryszard Sosnowski, polski fizyk (ur. 1932)
- 2024:
  - Witalij Dyrdyra, ukraiński żeglarz sportowy (ur. 1938)
  - Jean Keyrouz, libański narciarz alpejski (ur. 1931)
  - Jerzy Kowalczyk, polski żużlowiec (ur. 1954)
  - Joachim Masarczyk, polski górnik, inżynier, polityk, poseł na Sejm PRL (ur. 1938)
  - Phelekezela Mphoko, zimbabweński przedsiębiorca, dyplomata, polityk, wiceprezydent Zimbabwe (ur. 1940)
  - Miho Nakayama, japońska aktorka (ur. 1970)
  - Dickie Rock, irlandzki piosenkarz (ur. 1946)
  - Ryszard Rojek, polski inżynier robotyki i automatyki, wykładowca akademicki (ur. 1943)
  - Stanisław Tym, polski aktor, satyryk (ur. 1937)